# Chen Muhua
Chen Muhua (Chinees: 陈慕华) (Qingtian, juni 1921 －Peking, 12 mei 2011) (jiaxiang: Zhejiang, Qingtian) was een Chinees staatsvrouw en communistisch politicus. Ze werd in juni 1938 lid van de Chinese Communistische Partij, waar ze vele hoge functies bekleedde. Aan het begin van de Open deurpolitiek was zij een van de vrouwelijke leiders over deze nieuwe stijl in het Chinees communisme. Ze was van 1988 tot 1998 de voorzitter van de Chinese Nationale Federatie Van Vrouwenverenigingen (全国妇联).
In 1940 trouwde ze met Zhong Yi, die ze via een communistische cursus in Yan'an leerde kennen.